# Chaeryŏng-gun
Chaeryŏng-gun (koreanska: 재령군) är en kommun i Nordkorea.   Den ligger i provinsen Södra Hwanghae, i den sydvästra delen av landet, 70 km söder om huvudstaden Pyongyang.